# Чентовера (Пјаченца)
Чентовера је насеље у Италији у округу Пјаченца, региону Емилија-Ромања.
Према процени из 2011. у насељу је живело 167 становника. Насеље се налази на надморској висини од 127 м.